# ДФ-25
ДФ-25 (абревиатура от „ДунФън-25“ буквално „Източен вятър“ от китайски език) е китайска двустепенна балистична ракета със среден обсег. Ракетата влиза във въоръжение през 2004 г. във Втори артилерийски корпус. Може да носи една или повече бойни глави с маса над 2000 kg на разстояние около 1700 km.